# Kirche Neugattersleben

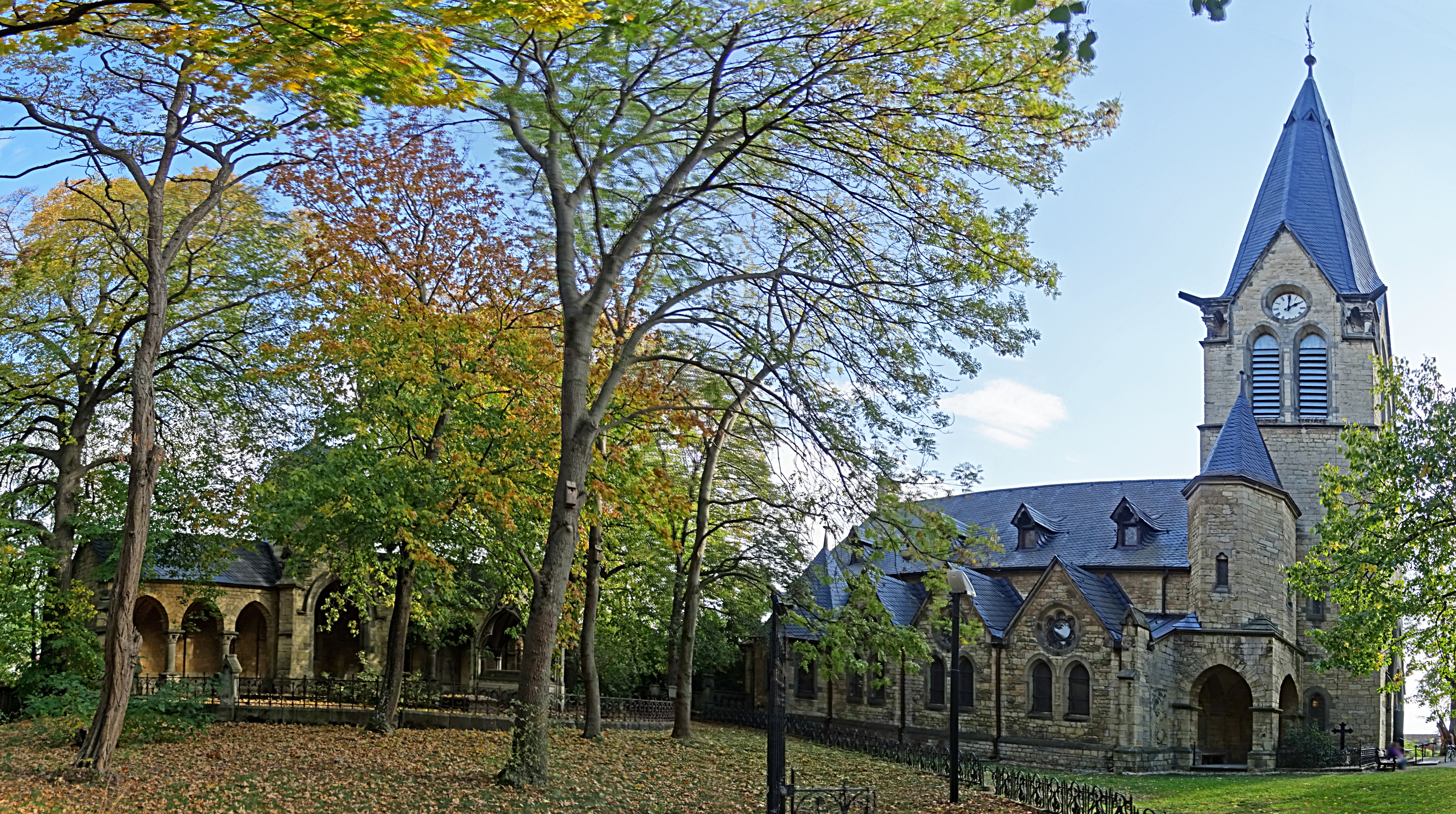
Mausoleum von Alvensleben und St.-Gertrud-Kirche

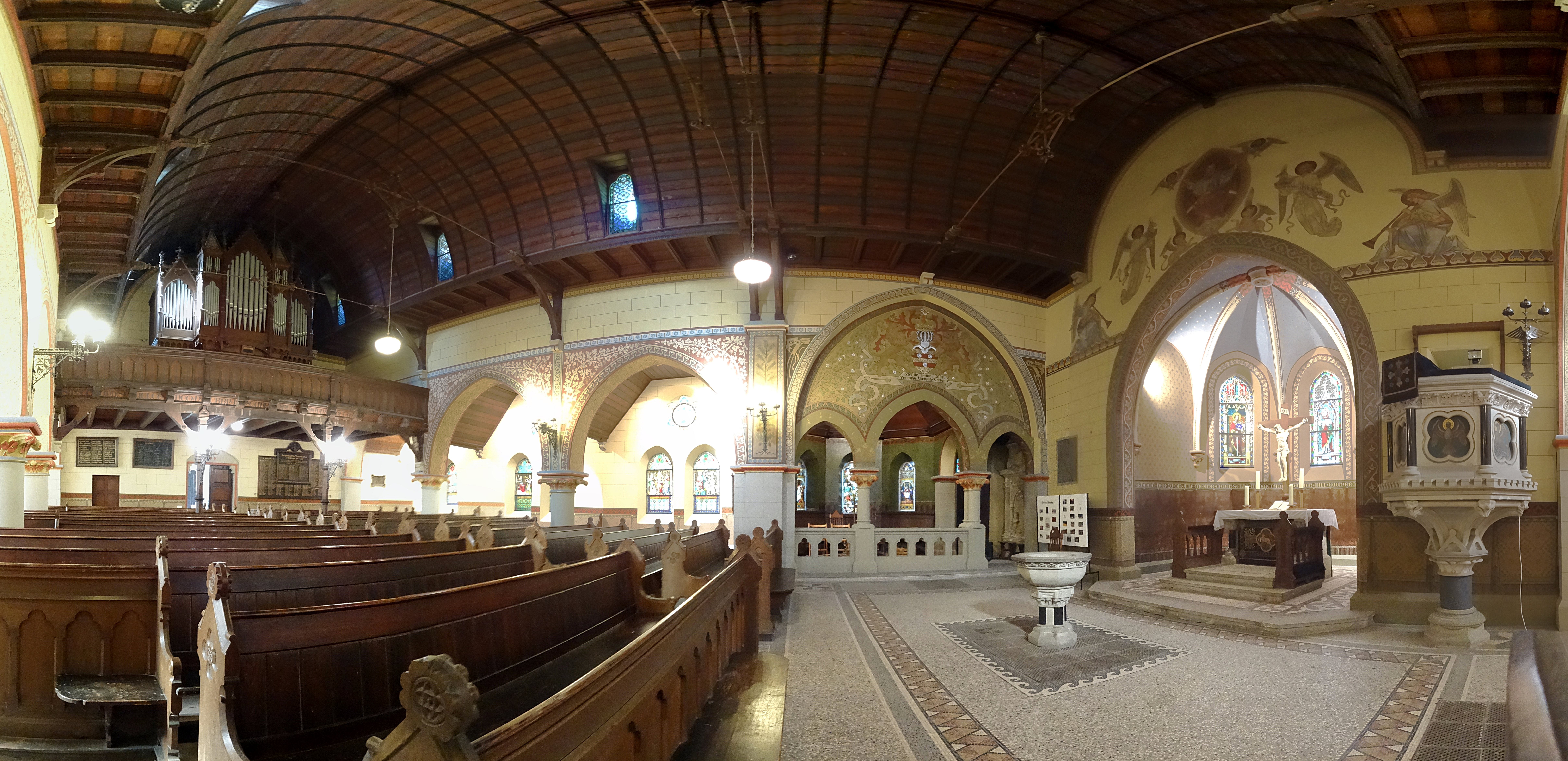
Innenraum-Panorama

Die Kirche Neugattersleben ist eine neugotische Kirche im Ort Neugattersleben in Sachsen-Anhalt. Sie gehört zum Pfarrbereich Brumby im Kirchenkreis Egeln der Evangelischen Kirche in Mitteldeutschland.

## Geschichte
Mitte des 19. Jahrhunderts kamen in Neugattersleben Überlegungen auf, die wahrscheinlich aus dem 10. Jahrhundert stammende Kirche durch einen würdigeren Bau zu ersetzen. Aus den Grundstückseinnahmen der Kirchengemeinde wurde ein Kapital von 70.000 Mark angesammelt. 1879 wurde der renommierte Architekt Conrad Wilhelm Hase in Hannover mit der Erstellung eines Bauentwurfs beauftragt. Seine Vorstellungen von einer im romanischen Stil gehaltenen Kirche fanden aber keine Zustimmung.
1887 bat man den Architekten Ferdinand Schorbach in Hannover, der vier Jahre zuvor den Umbau des Neugatterslebener Schlosses geleitet hatte, einen neuen Entwurf zu erarbeiten. Sein Plan zur Errichtung einer neugotischen Kirche wurde von den kirchlichen Gremien einstimmig angenommen. Nach Erteilung der Bauerlaubnis durch das Königliche Konsistorium in Magdeburg konstituierte sich in Neugattersleben eine Baukommission, die unter Leitung des Kirchenpatrons Werner von Alvensleben-Neugattersleben die Bauarbeiten ausschrieb. Den Zuschlag erhielt der Maurermeister Kegel in Calbe sowie weitere Handwerksbetriebe in Bernburg und Güsten.
Der Grundstein für die neue Kirche wurde am 27. Juli 1887 gelegt. Nach fast zweijähriger Bauzeit konnten die Bauarbeiten abgeschlossen werden, der Neubau hatte 85.000 Mark gekostet. Am 9. April 1889 wurde die St.-Gertrud-Kirche eingeweiht.
1888 wurden die in Apolda von der Glockengießer-Familie Schilling gegossenen Glocken „Concordia“, „Anna“ und „Maria“ aufgehängt. Sie mussten im Ersten Weltkrieg als „Metallspende“ abgegeben werden und wurden zu Rüstungszwecken eingeschmolzen. Zu Pfingsten 1922 erhielt die Kirche drei neue Glocken mit den Namen „Anna“, „Joachim-Alvo“ und „Treue“.

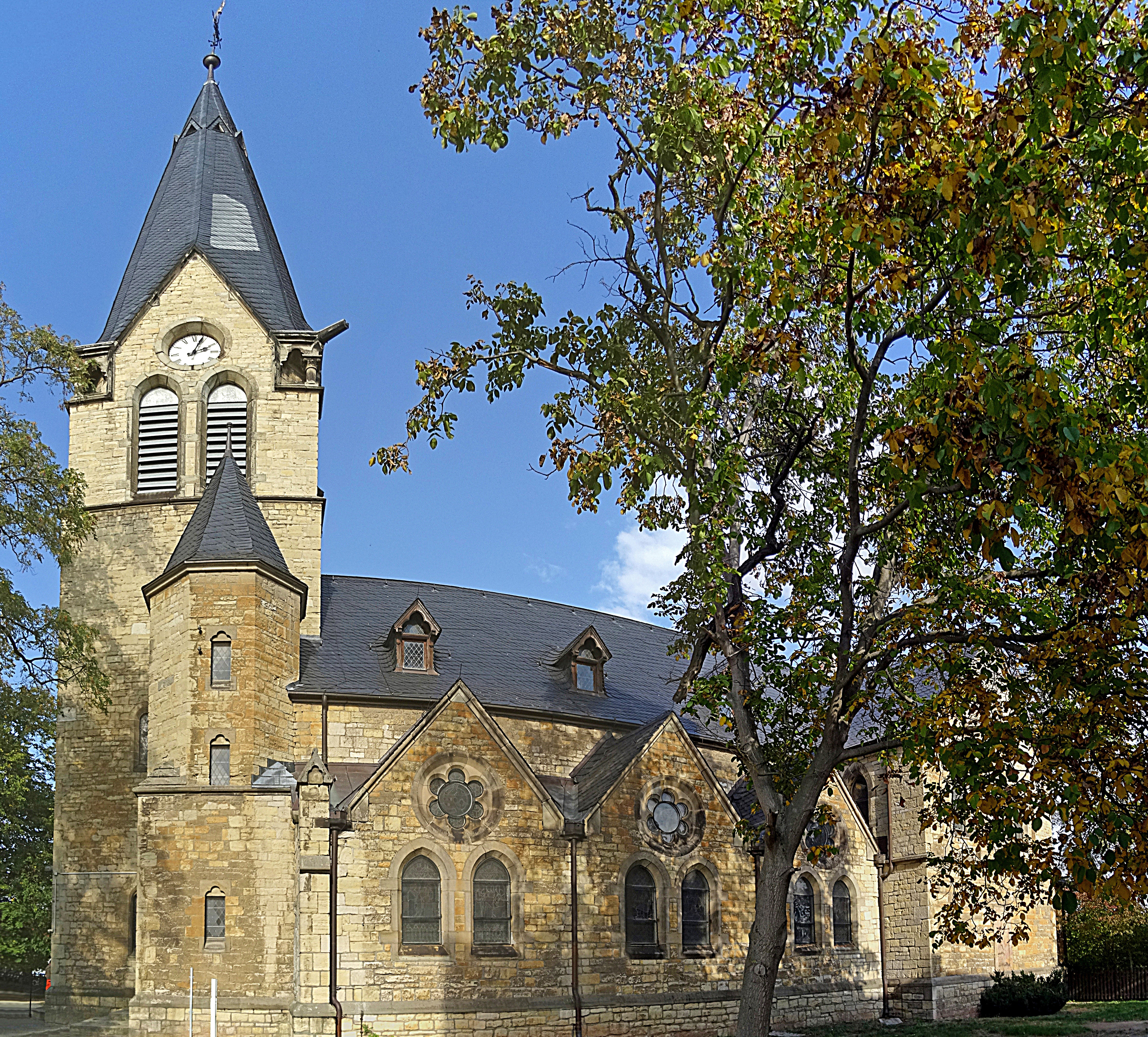
Südansicht

## Baubeschreibung

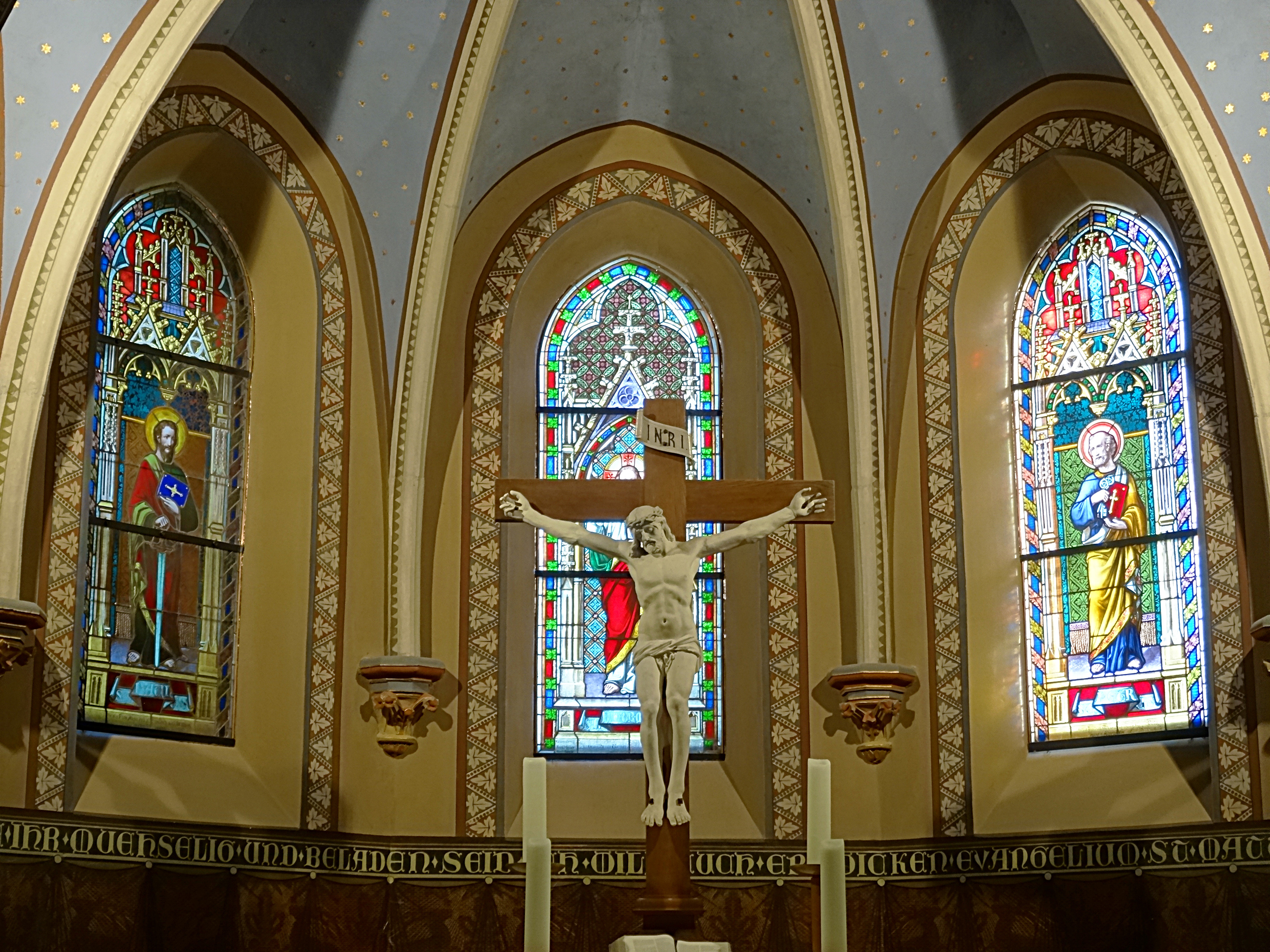
Chor mit Buntglasfenstern

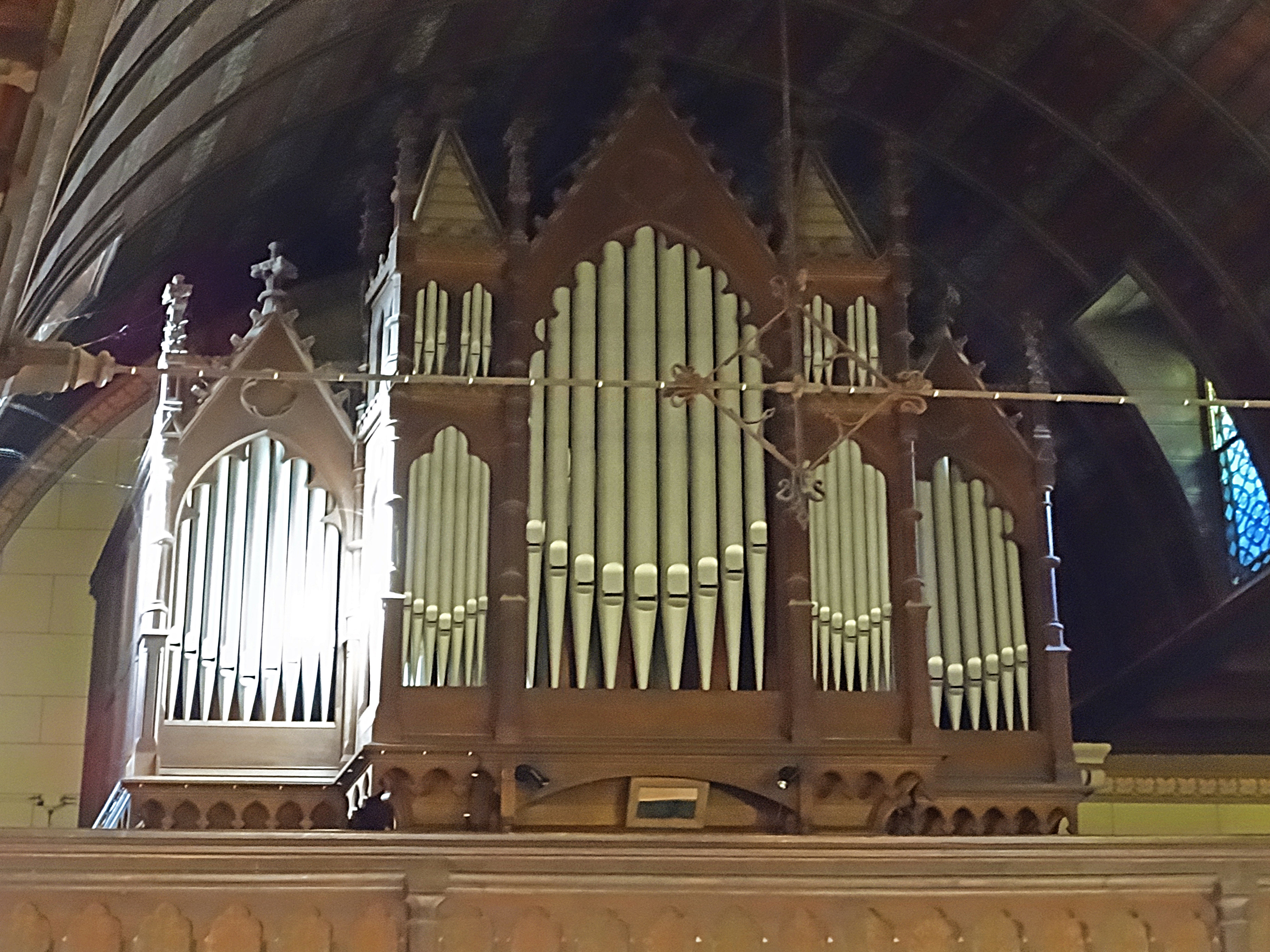
Prospekt der Rühlmann-Orgel

Das neue Kirchengebäude wurde im neugotischen Stil aus Bruchstein-Mauerwerk errichtet. Es entstand eine dreischiffige kreuzförmige Basilika mit hohem Westturm. Der Turm wird von zwei Seitentürmen flankiert, die im unteren Bereich offen sind. Der 38 m hohe Westturm trägt über dem Glockengeschoss ein spitzes sechsseitiges Pyramidendach. Die Seitenschiffe sind zwischen Westturm und Querhaus spitzgieblig dreifach gegliedert. Das Querhaus schließt nach Süden mit einer Giebelwand ab, während der Nordflügel polygon gestaltet wurde. Das Satteldach des Kirchenschiffs ist auf der Nordseite mit vier, auf der Südseite mit zwei Giebelgauben versehen. Sämtliche Dachpartien sind mit Schiefer gedeckt.
Der Dachstuhl ist nach innen offen ausgeführt, an der Westwand wurde eine Empore eingebaut. Die Innenwände sind mit reicher Ausmalung verziert und von farbig verglasten Fenstern durchbrochen. Die aus der Bauzeit stammenden Fenster aus der Quedlinburger Glasmalerwerkstatt Ferdinand Müller stellen Szenen des Alten und Neuen Testaments sowie Stifterwappen dar. Auch der Altar und die steinerne Taufe stammen aus der Zeit der Errichtung der Kirche. Die Orgel auf der Westempore mit 25 Registern auf zwei Manualen und Pedal wurde 1889 von dem Zörbiger Orgelbauer Wilhelm Rühlmann sen. geschaffen. An die Familie von Alvensleben erinnern im Kirchenraum mehrere Epitaphien aus dem 16. und 17. Jahrhundert. Das älteste Inventarstück ist die zum Baldachin umgearbeitete Kanzel von 1662 aus dem Vorgängerbau.

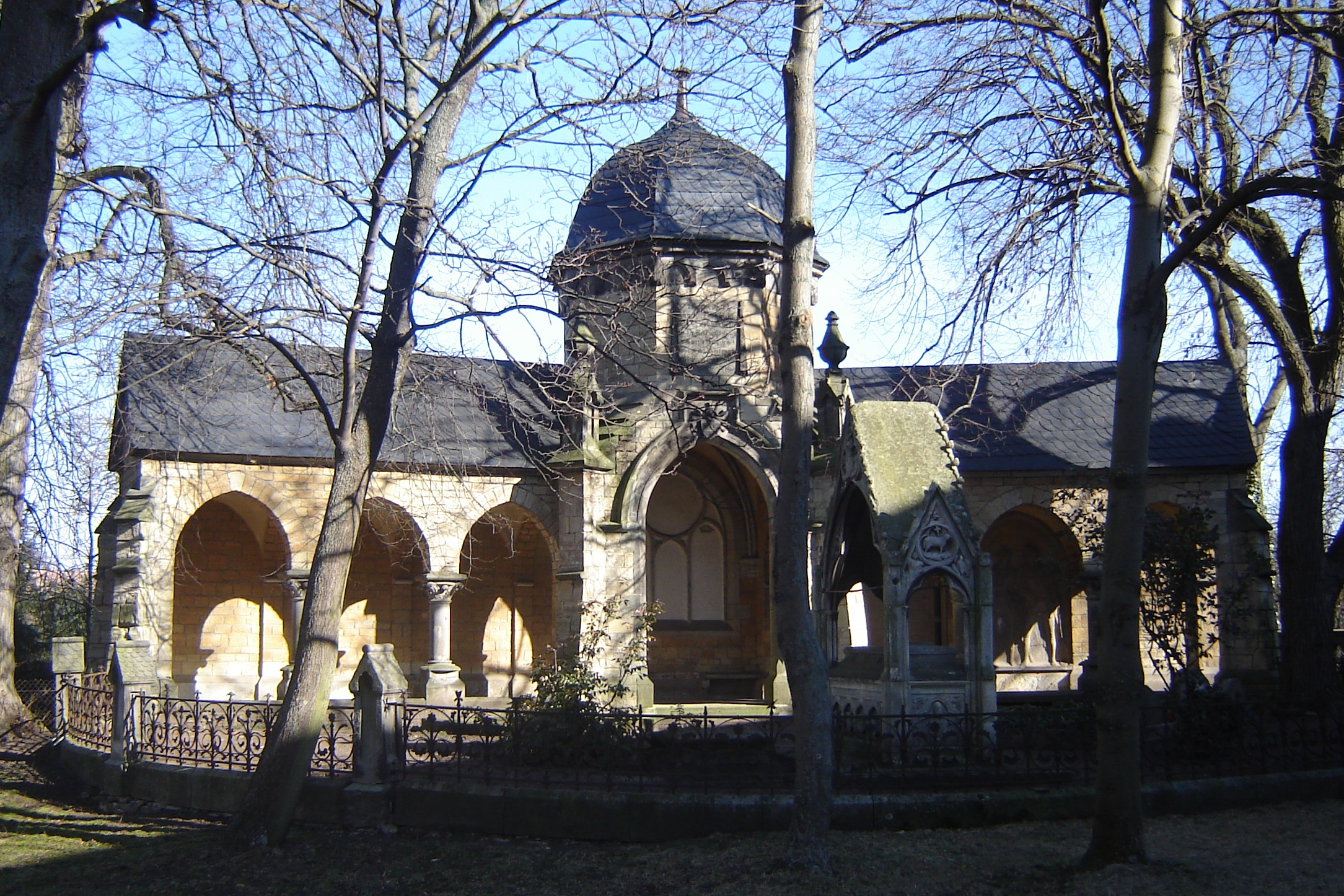
Mausoleum der Familie von Alvensleben

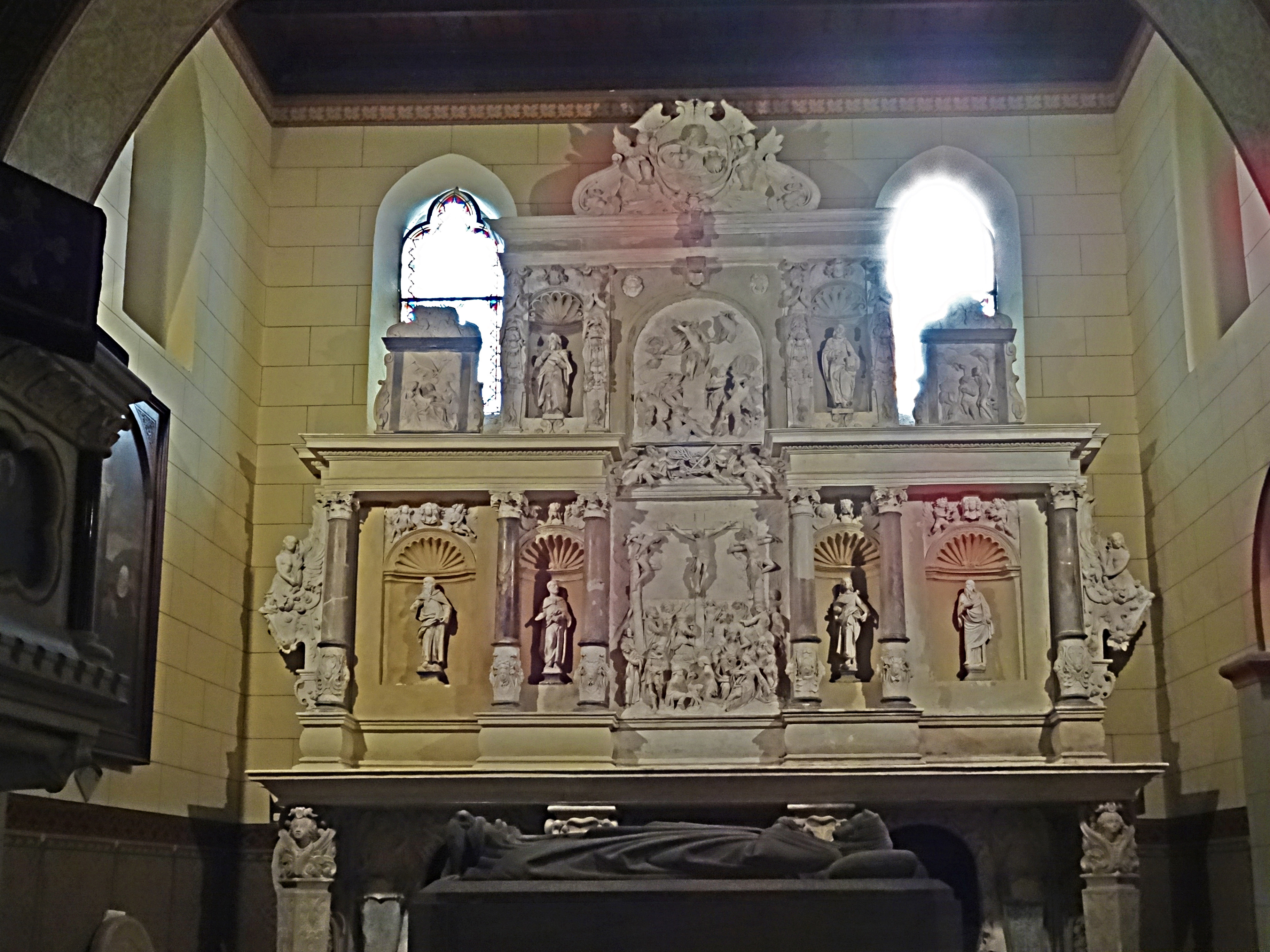
Sarkophag der Anna von Alvensleben

## Erbbegräbnis von Alvensleben
Im Zusammenhang mit dem Neubau der Kirche wurde nordöstlich auf dem Kirchhof ein aufwändiges Erbbegräbnis für die Familie von Alvensleben errichtet, heute meist als Mausoleum bezeichnet. Die Gestaltung in Form einer Säulenhalle orientiert sich am Baustil der Kirche. Sieben zum Kirchhof geöffnete Arkaden umgeben einen zweistöckigen Kuppelbau. Die Arkaden ruhen auf gedrungenen Säulen mit ausladenden Knospenkapitellen. Die Rückwand ist mit Inschriften und Epitaphien ausgestattet. Vor dem Mausoleum wurde 1902 ein Grabmal für die 1897 verstorbene Schlossherrin Anna von Alvensleben aufgestellt. Es wurde von Kaiser Wilhelm II. gestiftet und nach einem Entwurf des Berliner Bildhauers Ludwig Cauer aus französischem Kalkstein angefertigt. Der Sarkophag mit der Figur der Anna von Alvensleben entstand in Berlin, während der Baldachin an Ort und Stelle aus einem mächtigen Block gearbeitet wurde.